# Poolkleding
Poolkleding is kleding die gemaakt en gebruikt werd door volkeren in het noordpoolgebied.

## Inleiding
De barre weersomstandigheden in het Arctisch gebied stelden hoge eisen aan de (historische) kleding die Noordpoolvolken vroeger droegen. De kleren moesten beschermen tegen extreme koude, wind en vocht. Men beschikte over materialen verkregen uit jacht, rendierhouderij en visvangst. Dit leverde naast het voedsel om te overleven en culturen tot ontwikkeling te brengen de huiden, het bont, darmenhuiden en vissenhuiden waarvan kleding werd gemaakt.

## De principes van poolkleding

### Warmte vasthouden, air capture-principe
Bij poolkleding is het zogenaamde air capture-principe (het vasthouden van warme lucht) heel belangrijk. De bontkleding werd, met de haarzijde naar binnen, op de blote huid gedragen. De lucht tussen het lichaam en het kledingstuk vormt een isolerende luchtlaag. Het is belangrijk om die warme lucht niet te laten ontsnappen. Over het kledingstuk werd een tweede gedragen met de haarzijde naar buiten. De ruimte tussen de twee kledingstukken is eveneens gevuld met een isolerende luchtlaag. De haren van het bont zijn hol en eveneens gevuld met lucht.

### Vocht en waterdicht
Minstens even belangrijk als isolatie tegen kou is de manier waarop het vochtprobleem te lijf wordt gegaan. Natte kleding is levensgevaarlijk in het poolgebied: door vorst kan vochtige kleding bevriezen met onderkoeling en bevriezing van ledematen tot gevolg (omdat water en ijs veel beter warmte geleiden). Vocht kan van buiten komen (denk aan sneeuw, ijs en water) maar ook van binnenuit in de vorm van transpiratie. De kleding van Noordpoolvolken is daarom zo geconstrueerd dat er ventilatie mogelijk is en de transpiratie kan verdampen en ontsnappen. Daarnaast is waterdichte kleding ontwikkeld. Hierbij werden waterdichte materialen gebruikt als geolied leer, darmenhuid en vissenhuid. Men naaide de kleding met waterdichte naaisteken.

### Winddicht
Felle wind, eventueel in combinatie met koude kan het effect van de koude versterken. De wind zorgt ervoor dat de mens de temperatuur als veel lager en onaangenamer ervaart - door de wind chill factor ligt de gevoelstemperatuur veel lager. Naast het gebruik van winddichte materialen, zoals bont en leer, is ook het model van de kleding van groot belang. Zo is een gesloten jas, zonder voorsluiting, bij uitstek winddicht. Het naaien met kleine naaisteken zorgt dat de naden van het kledingstuk niet gaan wijken en ook dat zorgt voor een betere winddichtheid.

## Materialen
De Arctische volken vervaardigden kleding uit huiden van zeehonden, rendieren, ijsberen en vogels, en ook van darmen en visschubben. Elk van deze materialen beschikt over specifieke eigenschappen die nuttig zijn in verschillende omstandigheden. De vacht van ijsberen en rendieren is het warmst, vooral als deze afkomstig is van in de winter gevangen dieren. Vogelhuiden, voornamelijk van eidereenden, zijn eveneens warm maar minder sterk in gebruik als kleding. Bovendien vergen deze kleine huiden veel naaiwerk voordat een kledingstuk voltooid is. Kleding van darmen en visschubben is waterdicht, maar niet warm. Deze beschermt de onderkleding tegen vocht.